# ガスペジー・マドレーヌ諸島地域
ガスペジー・マドレーヌ諸島地域（ガスペジー・マドレーヌしょとうちいき、仏：Gaspésie-Îles-de-la-Madeleine）はカナダ・ケベック州の地方行政区の1つ。ガスペ半島とマドレーヌ諸島から成る。

## 行政区分
2つの単一層自治体、5つの上層自治体（MRCまたは郡にあたる）と50の下層自治体（Municipalités、市町村）、2の自治地域（先住民自治地域）がある。

### 単一層自治体
- グロス＝イル（Grosse-Île）
- マドレーヌ諸島（Îles-de-la-Madeleine）

### 郡と主な都市
- アヴィニョン郡（Avignon）
  - カールトン＝シュル＝メール（Carleton-sur-Mer）
- ボナヴァンチュール郡（Bonaventure）
  - ボナヴァンチュール（Bonaventure）
  - ニュー・カーライル（New Carlisle）
  - ニュー・リッチモンド（New Richmond）
- ル・ロシェ＝ペルセ郡（Le Rocher-Percé）
  - ペルセ（Percé）
- ラ・コート＝ドゥ＝ガスペ郡（La Côte-de-Gaspé）[2]
  - ガスペ（Gaspé）
- ラ・オート＝ガスペジー郡（La Haute-Gaspésie）
  - サン＝タンヌ＝デ＝モン（Sainte-Anne-des-Monts）